# Diebling
Diebling [diblɛ̃] est une commune française située dans le département de la Moselle et le bassin de vie de la Moselle-est, en région Grand Est.

## Géographie
Situé dans la vallée du Strichbach, la commune est traversée par la RD 910 (Saint-Avold-Sarreguemines) et le CD 31 C (Diebling-Forbach). La vallée porte le nom du cours d'eau, le  Strichbach qui traverse le village sur 3 km. Diebling est située à 10 km de Sarreguemines et de Forbach.
Son ban a une superficie de 784 ha. Le paysage est agrémenté par une forêt de feuillus et par une forêt de résineux.
| Théding      | Tenteling | Nousseviller-Saint-Nabor |
| Farschviller | Diebling  | Metzing                  |
| Loupershouse |           | Guebenhouse              |

### Hydrographie
La commune est située dans le bassin versant du Rhin au sein du bassin Rhin-Meuse. Elle est drainée par le ruisseau l'Altwiesenbach et le ruisseau le Strichbach.
Le ruisseau l'Altwiesenbach, d'une longueur totale de 11 km, prend sa source dans la commune de Loupershouse et se jette  dans la Sarre à Sarreguemines, après avoir traversé sept communes.
Le Strichbach, d'une longueur totale de 10,3 km, prend sa source dans la commune de Tenteling et se jette  dans l'Altwiesenbach  à Sarreguemines, après avoir traversé six communes.

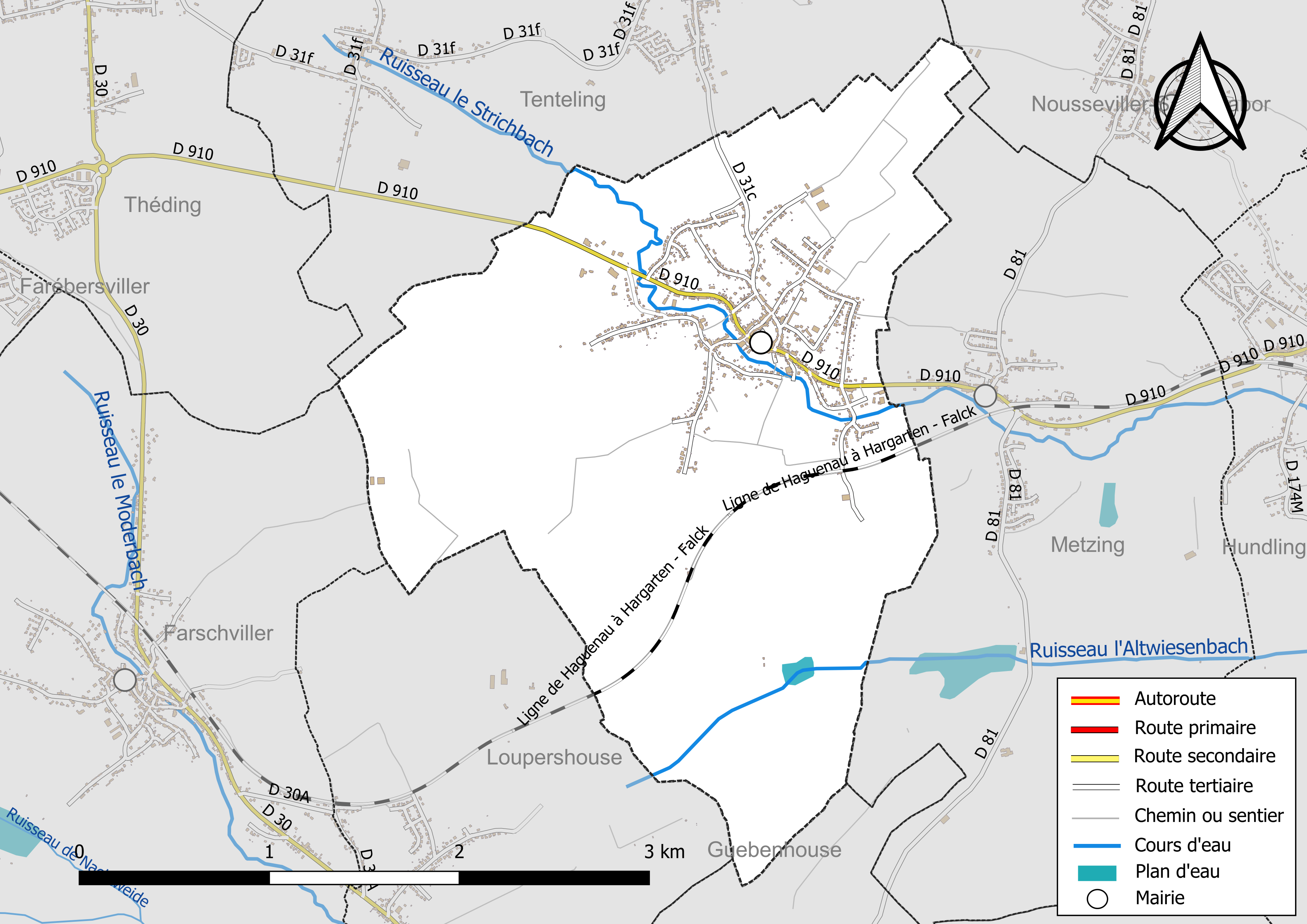
Réseaux hydrographique et routier de Diebling.

La qualité du ruisseau l'Altwiesenbach et du ruisseau le Strichbach peut être consultée sur un site spécial géré par les agences de l’eau et l’Agence française pour la biodiversité.

### Climat
Pour des articles plus généraux, voir Climat du Grand Est et Climat de la Moselle.
En 2010, le climat de la commune est de type climat des marges montargnardes, selon une étude du Centre national de la recherche scientifique s'appuyant sur une série de données couvrant la période 1971-2000. En 2020, Météo-France publie une typologie des climats de la France métropolitaine dans laquelle la commune est exposée à un climat semi-continental et est dans la région climatique  Lorraine, plateau de Langres, Morvan, caractérisée par un hiver rude (1,5 °C), des vents modérés et des brouillards fréquents en automne et hiver. 
Pour la période 1971-2000, la température annuelle moyenne est de 9,7 °C, avec une amplitude thermique annuelle de 16,9 °C. Le cumul annuel moyen de précipitations est de 878 mm, avec 12,5 jours de précipitations en janvier et 9,6 jours en juillet. Pour la période 1991-2020, la température moyenne annuelle observée sur la station météorologique de Météo-France la plus proche, « Seingbouse », sur la commune de Seingbouse à 8 km à vol d'oiseau, est de 10,5 °C et le cumul annuel moyen de précipitations est de 731,4 mm. 
La température maximale relevée sur cette station est de 37,9 °C, atteinte le 25 juillet 2019 ; la température minimale est de −17 °C, atteinte le 20 décembre 2009,,. 
Les paramètres climatiques de la commune ont été estimés pour le milieu du siècle (2041-2070) selon différents scénarios d'émission de gaz à effet de serre à partir des nouvelles projections climatiques de référence DRIAS-2020. Ils sont consultables sur un site spécial publié par Météo-France en novembre 2022.

## Urbanisme

### Typologie
Au 1er janvier 2024, Diebling est catégorisée bourg rural, selon la nouvelle grille communale de densité à sept niveaux définie par l'Insee en 2022.
Elle appartient à l'unité urbaine de Diebling, une agglomération intra-départementale regroupant deux  communes, dont elle est ville-centre,,. Par ailleurs la commune fait partie de l'aire d'attraction de Sarreguemines (partie française), dont elle est une commune de la couronne,. Cette aire, qui regroupe 48 communes, est catégorisée dans les aires de 50 000 à moins de 200 000 habitants,.

### Occupation des sols
L'occupation des sols de la commune, telle qu'elle ressort de la base de données européenne d’occupation biophysique des sols Corine Land Cover (CLC), est marquée par l'importance des territoires agricoles (59,4 % en 2018), en diminution par rapport à 1990 (62,2 %). La répartition détaillée en 2018 est la suivante : 
prairies (28,7 %), forêts (26 %), zones urbanisées (14,6 %), terres arables (14,4 %), zones agricoles hétérogènes (13,1 %), cultures permanentes (3,2 %). L'évolution de l’occupation des sols de la commune et de ses infrastructures peut être observée sur les différentes représentations cartographiques du territoire : la carte de Cassini (XVIIIe siècle), la carte d'état-major (1820-1866) et les cartes ou photos aériennes de l'IGN pour la période actuelle (1950 à aujourd'hui).

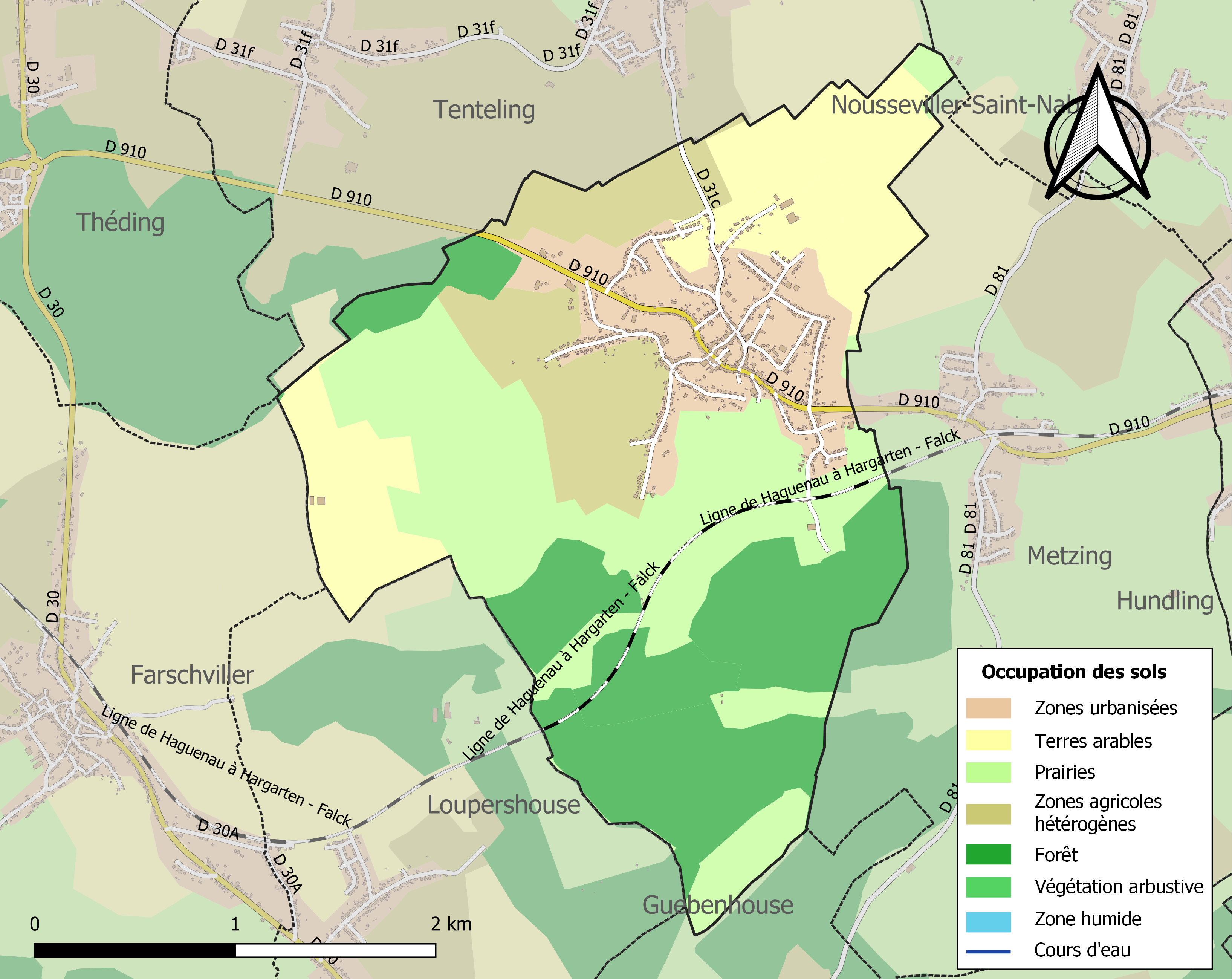
Carte des infrastructures et de l'occupation des sols de la commune en 2018 (CLC).

## Toponymie
- La commune de Diebling doit l'origine de son nom à un guerrier franc présent dans cette vallée entre l’an 700 et 1000. Ce guerrier s’y serait installé avec sa colonie. Il est possible qu'il s'appelait Bodilus (traité comme Dobilus)[16], Thuibold, Tuoblo ou encore Tibelo.[évasif]
- La terminaison « -ing » ou « -ingen » subsistera au cours des siècles, tandis que la racine initiale du nom connaîtra de nombreuses modifications[17],[18]: Dubenlanges et Dubelange en 1277, Dublingen et Dieblingen en 1525, Düblingen[19] et Dueblingen en 1581, Dublingen en 1594, Duebling (fin du XVIe siècle), Diebling en 1751, Dibling et Diebling en 1779, Dibling (carte de l'Etat-Major), « Dieblingen » durant l’occupation allemande (1870-1918 et 1940-1944), pour finir par son nom actuel de Diebling après la libération.
- En allemand : Dieblingen[17]. En francique lorrain : Diwlinge[20] [divlɪŋə] et Dieblinge [diblɪŋə].

## Histoire
Partie de la seigneurie de Forbach acquise par les seigneurs de Puttelange, Nassau, Varsberg, et en 1624 par le prince de Phalsbourg. 

## Politique et administration
| Période                                  | Période  | Identité          | Étiquette | Qualité |
| ---------------------------------------- | -------- | ----------------- | --------- | ------- |
| mars 1977/Fin=mars 2001                  |          | Fernand Klein     |           |         |
| mars 2001                                | mai 2010 | Jean Luc Schwartz |           | Décédé  |
| juillet 2010                             | mai 2020 | René Rinkenbach   | SE        |         |
| Les données manquantes sont à compléter. |          |                   |           |         |

## Démographie
La commune comptait 85 habitants en 1567.

L'évolution du nombre d'habitants est connue à travers les recensements de la population effectués dans la commune depuis 1793. Pour les communes de moins de 10 000 habitants, une enquête de recensement portant sur toute la population est réalisée tous les cinq ans, les populations de référence des années intermédiaires étant quant à elles estimées par interpolation ou extrapolation. Pour la commune, le premier recensement exhaustif entrant dans le cadre du nouveau dispositif a été réalisé en 2006.

En 2022, la commune comptait 1 670 habitants, en évolution de +0,85 % par rapport à 2016 (Moselle : +0,52 %, France hors Mayotte : +2,11 %).
| 1793 | 1800 | 1806 | 1821 | 1836 | 1841 | 1861 | 1866 | 1871 |
| ---- | ---- | ---- | ---- | ---- | ---- | ---- | ---- | ---- |
| 442  | 525  | 484  | 671  | 654  | 695  | 722  | 719  | 702  |

| 1875 | 1880 | 1885 | 1890 | 1895 | 1900 | 1905 | 1910 | 1921 |
| ---- | ---- | ---- | ---- | ---- | ---- | ---- | ---- | ---- |
| 700  | 715  | 644  | 640  | 639  | 665  | 734  | 768  | 760  |

| 1926 | 1931 | 1936 | 1946 | 1954  | 1962  | 1968  | 1975  | 1982  |
| ---- | ---- | ---- | ---- | ----- | ----- | ----- | ----- | ----- |
| 776  | 800  | 790  | 840  | 1 000 | 1 181 | 1 265 | 1 489 | 1 583 |

| 1990  | 1999  | 2006  | 2011  | 2016  | 2021  | 2022  | - | - |
| ----- | ----- | ----- | ----- | ----- | ----- | ----- | - | - |
| 1 709 | 1 629 | 1 628 | 1 653 | 1 656 | 1 673 | 1 670 | - | - |

## Culture locale et patrimoine

### Lieux et monuments

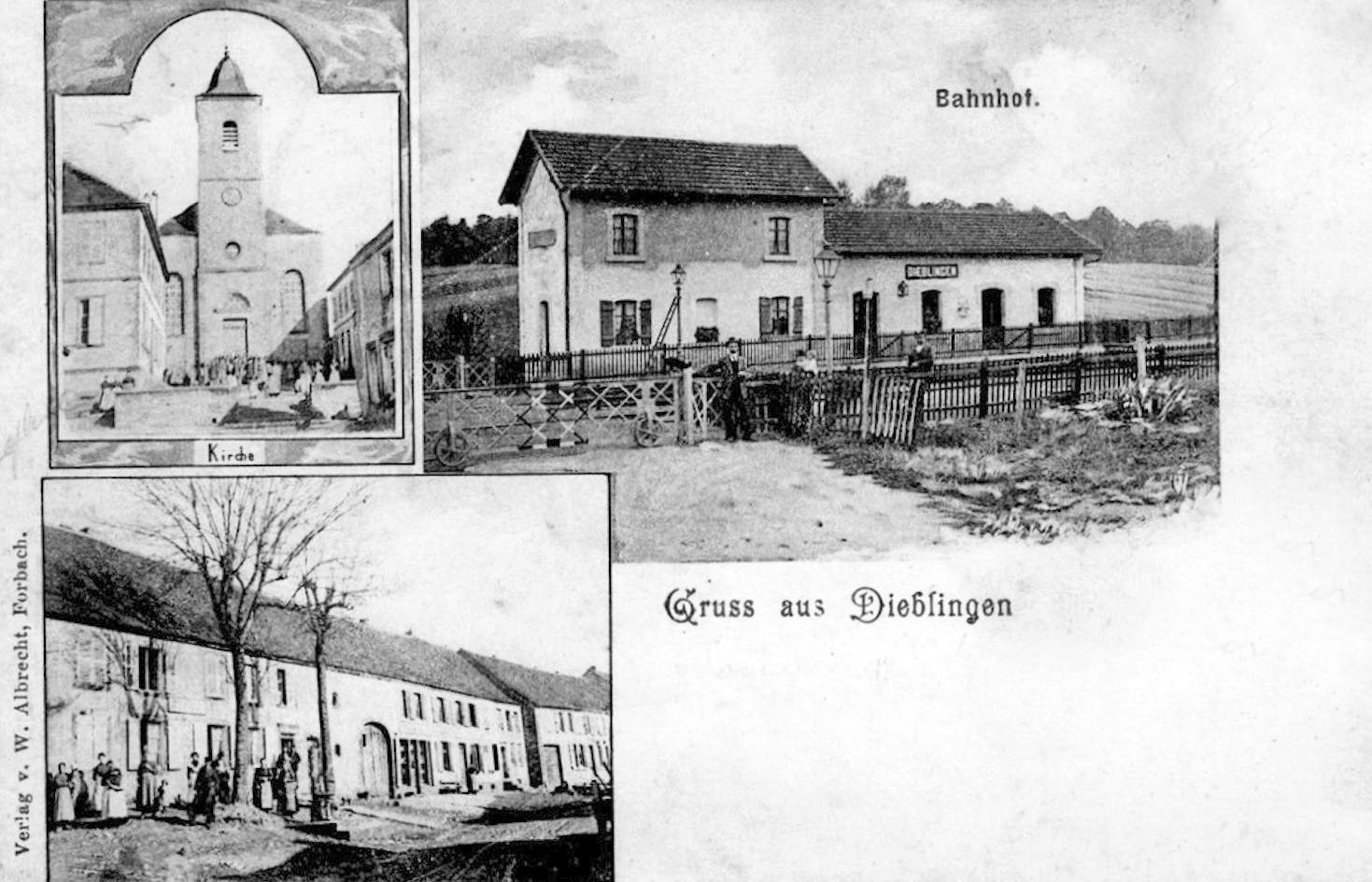
Diebling (bâtiments, église, gare) dans les années 1900.

- Salle polyvalente le Clos des Arts (succède au Mille Clubs) : tribune du stade de football intégrée au bâtiment, trois salles (deux petites et une grande), ensemble doté d’une bonne acoustique[25].

#### Édifice religieux
- Église Saint-Wendelin 1826 clocher à bulbe.

#### Édifice civil
- Gare de Diebling, cette ancienne halte des chemins de fer a conservé son bâtiment construit durant la période allemande, entre 1870 et 1918.

### Héraldique
| Blason de Diebling | Blason  | D'argent au lion de sable; à la bordure de gueules chargée en chef de deux cailloux d'or. |
| Blason de Diebling | Détails | Le statut officiel du blason reste à déterminer.                                          |